# 搬運作用
搬運作用是地质学外动力地质作用的一种，指固体颗粒在重力或外力的作用下发生的运动。产生搬运作用的外力包括水流、波浪、潮汐流、海流、冰川、地下水、风和生物作用等。搬运方式主要有推移（滑动和滚动）、跃移、悬移和溶移等。不同营力的搬运方式一般不同。
搬運作用主要是以水為媒介，將泥沙、碎屑或岩礫，從上游一路往河流的中、下游輸送。如果河床的坡度陡、河水的水流量大或是流速比較快，搬運的力量就會比較明顯。搬運的物質，則依大小與重量不同，在河床中以不同的方式移動。例如：較小的粉塵、沙粒則漂浮在水中，隨著水一起往下游流動，而較大的石塊，通常只能以滾動的方式移動；此外還有些礦物質也會溶解在水裡被攜帶。在這水流搬運活動進行的過程中，原本有稜有角的石塊，其形狀會因為撞擊及磨損，外表逐漸會變得圓滑，這種石塊即是我們一般所稱的鵝卵石，再越往下游，石塊會因為水流持續搬運過程中不斷產生的摩擦、碰撞而更加圓滑，體積會更加縮小，最後甚至變成細沙。總之，搬運作用的進行和河水本身的流速、水量的大小及河床的坡度等因素，都會產生相當的關連性。

## 相關聯結
- 河流作用
- 堆積作用
- 沖積平原
- 侵蝕作用